# 清武川
清武川（きよたけがわ）は、宮崎県宮崎市内を流れる二級河川。

## 概要
宮崎市田野町の鰐塚山北斜面より発し、東流して清武町内を抜けて日向灘に至る。幹川流路は28.8キロメートル、流域面積は166.4平方キロメートル。
最上流の水源となる川は別府田野川（びゅうたのがわ）と呼ばれ、片井野川（かたいのがわ）と合流してから清武川と呼ばれる。

## 水系の支流
上流の水源から下流へ向けて記載した。
- 別府田野川（びゅうたのがわ）
- 楠原川
- 元野川
- 麻漬川
- 片井野川
- 松山川
- 井倉川
- 山住川
- 黒北川
- 庵谷川
- 大久保川
- 祝田川
- 船引川
- 丸目川
- 岡川
- 水無川
- 久保川
- 田上川
- 熊野川
- 蠣原川